# Hänga
Koordinaten: 57° 57′ N, 22° 4′ O
Hänga (deutsch Genga) ist ein Dorf (estnisch küla) auf der größten estnischen Insel Saaremaa. Es gehört zur Landgemeinde Saaremaa (bis 2017: Landgemeinde Torgu) im Kreis Saare.

## Einwohnerschaft und Geschichte
Das Dorf hat elf Einwohner (Stand 31. Dezember 2011).
Der Ort wurde 1537 unter dem Namen Eyenge urkundlich erwähnt.